# بلوگورکا (آق‌توبه)
بلوگورکا (به قزاقی: Belogorka) یک روستا در قزاقستان است که در آق‌تپه، قزاقستان واقع شده‌است. بلوگورکا ۳۴۰ متر بالاتر از سطح دریا واقع شده‌است.